# 방어시설

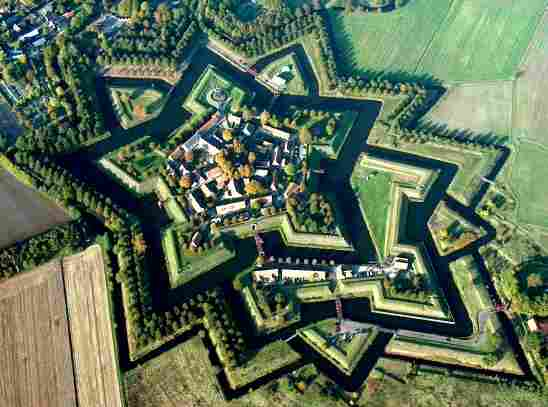

방어시설(防禦施設)은 군사적으로 방어하기 위해 만든 시설이다. 대표적으로 벽, 요새와 성이 있다.
초기 역사부터 현대에 이르기까지 끊임없이 변화하는 침략과 정복의 세계에서 도시가 생존하려면 방벽이 필요한 경우가 많았다. 인더스 계곡 문명의 일부 정착지는 요새화된 최초의 작은 도시였다. 고대 그리스에서는 미케네의 고대 유적지와 같은 미케네 그리스에 커다란 돌담이 세워졌다. 그리스 프로리온은 군사 수비대로 사용되는 요새화된 건물 모음으로 로마의 카스텔룸 또는 요새와 동일하다. 이러한 구조물은 주로 특정 도로, 통행로 및 국경을 보호하기 위한 감시탑의 목적을 수행했다. 실제 요새보다는 작지만 국경을 감시하고 유지하는 실제 거점이라기보다는 국경 수비대 역할을 했다.
군사 캠프를 설치하거나 요새를 건설하는 기술은 전통적으로 로마 군단 시대부터 "병영설치법"(castrametation)으로 불렸다. 방어시설은 일반적으로 영구 방어시설과 현장(field) 방어시설의 두 가지로 나뉜다. 반영구적 방어시설로 알려진 중간 지점도 있다. 성은 군주나 귀족이 거주하고 특정 방어 영토를 지휘한다는 점에서 일반적인 요새와 구별되는 방어시설이다.
로마 요새와 힐포트는 9세기 카롤링거 제국 시대에 등장한 유럽 성의 주된 조상격이었다. 중세 초기에는 성 주변에 도시가 건설되었다.
중세 스타일의 요새는 14세기에 대포가 등장하면서 대부분 쓸모없게 되었다. 흑색 화약 시대의 요새는 대포 발사의 에너지를 흡수하고 분산시키는 도랑과 흙 성벽을 더 많이 사용하여 훨씬 낮은 구조로 진화했다. 직접적인 대포 사격에 노출된 벽은 매우 취약했기 때문에 보호를 강화하기 위해 벽은 흙 경사면이 있는 도랑에 가라앉았다.
19세기에 폭발성 포탄이 등장하면서 방어시설 발전의 또 다른 단계가 시작되었다. 성군 요새는 고폭탄의 영향을 잘 견디지 못했고, 복잡하게 배열된 요새, 측면 포대, 방어용 대포를 위해 세심하게 구축된 사선은 폭발성 포탄에 의해 빠르게 파괴될 수 있었다. 강철과 콘크리트로 된 방어시설은 19세기와 20세기 초에 흔히 볼 수 있었다. 제1차 세계대전 이후 현대전의 발전으로 인해 대부분의 상황에서 대규모 요새는 쓸모없게 되었다.

## 같이 보기
- 만리장성
- 세종#토성인 도성의 석성으로 개축